# Niilo Mäenpää
Niilo Mäenpää (Hämeenlinna, 14 gennaio 1998) è un calciatore finlandese, centrocampista dell'Halmstad. È fratello gemello del calciatore Aapo Mäenpää.

## Carriera

### Club
Il 1º gennaio 2022 viene acquistato dalla squadra polacca del Warta Poznań.

### Nazionale
Dopo avere rappresentato le nazionali giovanili finlandesi, dall'Under-17 all'Under-21, il 17 novembre 2022 esordisce in nazionale maggiore in amichevole contro la Macedonia del Nord (1-1).

## Statistiche

### Presenze e reti nei club
Statistiche aggiornate al 22 maggio 2022.
| Stagione             | Squadra              | Campionato           | Campionato | Campionato | Coppe nazionali | Coppe nazionali | Coppe nazionali | Coppe continentali | Coppe continentali | Coppe continentali | Altre coppe | Altre coppe | Altre coppe | Totale | Totale |
| Stagione             | Squadra              | Comp                 | Pres       | Reti       | Comp            | Pres            | Reti            | Comp               | Pres               | Reti               | Comp        | Pres        | Reti        | Pres   | Reti   |
| -------------------- | -------------------- | -------------------- | ---------- | ---------- | --------------- | --------------- | --------------- | ------------------ | ------------------ | ------------------ | ----------- | ----------- | ----------- | ------ | ------ |
| 2014                 | Hämeenlinna          | Ka                   | 6          | 0          |                 | -               | -               |                    | -                  | -                  |             | -           | -           | 6      | 0      |
| 2015                 | Haka                 | Y                    | 18         | 1          | CF              | 4               | 0               |                    | -                  | -                  |             | -           | -           | 22     | 1      |
| 2016                 | Haka                 | Y                    | 23         | 2          | CF              | 5               | 1               |                    | -                  | -                  |             | -           | -           | 28     | 3      |
| 2017                 | Haka                 | Y                    | 25         | 1          | CF              | 5               | 5               |                    | -                  | -                  |             | -           | -           | 30     | 6      |
| Totale Haka          | Totale Haka          | Totale Haka          | 66         | 4          |                 | 14              | 6               |                    | -                  | -                  |             | -           | -           | 80     | 10     |
| 2018                 | Inter Turku          | VL                   | 17         | 0          | CF              | 4               | 0               |                    | -                  | -                  |             | -           | -           | 21     | 0      |
| 2019                 | Inter Turku          | VL                   | 21         | 1          | CF              | 7               | 0               | UEL                | 1                  | 0                  |             | -           | -           | 29     | 1      |
| Totale Inter Turku   | Totale Inter Turku   | Totale Inter Turku   | 38         | 1          |                 | 11              | 0               |                    | 1                  | 0                  |             | -           | -           | 50     | 1      |
| 2020                 | IFK Mariehamn        | VL                   | 21         | 0          | CF              | 4               | 0               |                    | -                  | -                  |             | -           | -           | 25     | 0      |
| 2021                 | IFK Mariehamn        | VL                   | 26         | 2          | CF              | 3               | 0               |                    | -                  | -                  |             | -           | -           | 29     | 2      |
| Totale IFK Mariehamn | Totale IFK Mariehamn | Totale IFK Mariehamn | 47         | 2          |                 | 7               | 0               |                    | -                  | -                  |             | -           | -           | 54     | 2      |
| gen.-giu. 2022       | Warta Poznań         | EK                   | 12         | 0          | CP              | -               | -               |                    | -                  | -                  |             | -           | -           | 12     | 0      |
| Totale carriera      | Totale carriera      | Totale carriera      | 169        | 7          |                 | 32              | 6               |                    | 1                  | 0                  |             | -           | -           | 202    | 13     |

## Palmarès

### Club

#### Competizioni nazionali
- Coppa di Finlandia: 1

Inter Turku: 2017-2018